# انتشارات کانون پرورش فکری کودکان و نوجوانان
انتشارات کانون پرورش فکری کودکان و نوجوانان از ناشران کتاب‌های کودکان در ایران و وابسته به کانون پرورش فکری کودکان و نوجوانان است.

## هدف از تأسیس
پیش از تولید کتاب توسط کانون، ناشر تخصصی برای کتاب کودک در ایران وجود نداشت. برخی ناشران در آن زمان به‌طور پراکنده بخت خود را در زمینهٔ کتاب کودک می‌آزمودند، ولی بیشتر این کتب کیفیتی پایین داشتند و دارای معیارهای آموزشی مدرن (نظیر سن، ترجمه، گرافیک، تصویرگری و …) نبودند. غالب کتاب‌های فانتزی برای کودکان پیش از کانون تنها یک خط داستانی داشتند که برای آغاز داستان با «روزی روزگاری» شروع می‌شد، و توجه کمی به پیچیدگی متن برای کودکان، سطح زبان، طول، یا احساس و روان‌شناسی کودکان و نوجوانان می‌شد؛ مثلاً اشعار انتقادی اجتماعی مانند موش و گربه یا داستان‌های جالب ولی اندرزگویانهٔ ملا نصرالدین دهه‌ها توسط والدین باسواد برای کودکان به عنوان کتاب‌های مناسب برای جوانان خوانده می‌شد. تصویرگری‌های کتب کودک هم پیش از کانون بسیار ضعیف بودند.
اولین تلاش‌ها برای تولید کتب با کیفیت برای بچه‌ها توسط بنگاه ترجمه و نشر کتاب در میانهٔ دهه ۱۹۵۰ شروع شد و تا تأسیس کانون در میانهٔ دههٔ ۱۹۶۰ ادامه یافت. انتشارات سخن هم در همکاری با برنامه کتاب فرانکلین شروع به آماده‌سازی و نشر کتب با کیفیت کودکان کرد. هدف این پروژه تشویق نویسندگان ماهر و تصویرگران توانا به بازنویسی داستان‌های محبوب از فولکلور فارسی بود. این کتب شامل کدو قلقله زن، بازنویسی شده توسط منوچهر انور با تصویرگری پرویز کلانتری، و حسنی بازنویسی شده توسط فریده فرجام با تصویرگری غلامعلی مکتبی بود که هر دو در ۱۹۶۱ منتشر شدند. هما زاهدی و لیلی امیرارجمند در اوایل دههٔ ۱۹۶۰ همچنان به کتب کودک علاقه‌مند بودند و داوطلب شدند تا جعبه‌های کتاب اهدا شده توسط مدیر فرانکلین را در گوشه‌های جنوبی تهران توزیع کنند. برنامهٔ انتشار مهمان‌های نا خوانده، سومین کتاب فرانکلین، بازنویسی شده توسط فرجام، مقارن شد با تلاش‌های ابتدایی در جهت تأسیس کانون در دههٔ ۱۹۶۰. انتشارات فرانکلین موافقت کرد پروژه اش را خاتمه داده و انتشار کتاب فرجام را به کانون واگذار کند.
فیروز شیروانلو، که به درستی متقاعد شده بود تعداد اندک نویسندهٔ کودک موجود جوابگوی پروژهٔ کتاب کودک کانون نمی‌شدند، به بسیاری از نویسندگان ادبیات بزرگسالان -رمان نویسان، مترجمین، نمایشنامه نویسان، نویسندگان علوم اجتماعی و دانشوران علوم انسانی- روی آورد و از آنان دعوت کرد در این زمینهٔ جدید قلم‌آزمایی کنند. همزمان، یک گروه ویراستاری ترتیب داد که در آن میان بودند کسانی چون محمود مشرف تهرانی (م. آزاد) که جدا از وظایف ارزشمند ویراستاری، کتب بسیاری برای کانون نوشت و اقتباس کرد؛ سیروس طاهباز که نهایتاً در پی ترک کانون توسط شیروانلو مسئول انتشارات شد؛ محمد قاضی مترجم شناخته شدهٔ ادبیات باکیفیت و منوچهر صفا.

ملاقات پیرزن و گرگ. اثر پرویز کلانتری در نخستین کتاب رنگی کودک در ایران. سال ۱۳۴۳

## نخستین کتاب‌ها

ماهی سیاه کوچولو، نوشته صمد بهرنگی از نخستین کتابهای منتشره توسط کانون

نخستین کتابهای منتشره توسط کانون در سال ۱۹۶۸، شامل ماهی سیاه کوچولو نوشته صمد بهرنگی با تصویرگری فرشید مثقالی، و گل بلور و خورشید اثر فرجام با تصویرگری نیکزاد نجومی بودند که هر دو برندهٔ نمایشگاه کتاب کودکان بولونیا در سال ۱۹۶۹ شدند. بدین ترتیب با متقاعد کردن توسط شیروانلو، شماری از چهره‌های مشهور هنری و ادبی برای کتب کودکان قلم آزمایی کردند نظیر مهرداد بهار، از دانشوران اسطوره‌شناسی باستانی ایران، که داستان باستانی بستور، از قهرمانان ملی ایران، را برای بچه‌ها آماده کرد و با تصویر گری نیکزاد نجومی منتشر شد. بهار جمشید شاه را هم برای بچه‌ها آماده کرد که با تصویرگری فرشید مثقالی منتشر شد. دیگر نویسندگان و شعرای مشهور مشارکت کننده در ادبیات کودکان کانون عبارتند از مهدی اخوان ثالث و داریوش آشوری که پول و اقتصاد را برای نوجوانان در سال ۱۹۷۰ نوشت و مورد تحسین یونسکو واقع شد.
محمود اعتمادزاده خورشید خانوم را نوشت. سیاوش کسرایی داستان کوتاه بعد از زمستان در آبادی ما را نوشت که در ۱۹۶۷ منتشر شد و به انگلیسی ترجمه شد.
محمدعلی سپانلو اقتباسی نو از سفرهای سندباد، غلامحسین ساعدی گمشدهٔ لب دریا و بهرام بیضایی حقیقت و مرد دانا را نوشتند.
عناوین کانون با تیراژ آغازین ۵ تا ۱۰ هزار نسخه با جلد کاغذی و اعلا منتشر می‌شدند و بسیاری از عناوین آن بارها قبل و پس از انقلاب سال ۱۳۵۷ بازنشر شده‌اند. سایت رسمی کانون تخمین می‌زند بیش از ۳ میلیون نسخه از ۱۴۰ عنوان تا سال ۲۰۰۵ منتشر شده‌اند.